# Eurypetalum unijugum
Espèce
Statut de conservation UICN

 VU : Vulnérable
Eurypetalum unijugum est une espèce de plantes à fleurs du genre Eurypetalum dans la famille des Fabaceae. C'est un arbre endémique du Cameroun.

## Description
C'est un arbre qui atteint au moins 20 m de hauteur et 80 cm de diamètre de fût. Il se caractérise par une seule paire de folioles.

## Distribution
Endémique du Cameroun, elle y est peu abondante, mais présente dans plusieurs régions (Sud-Ouest, Littoral, Centre, Sud. Elle a été vue notamment à Baduma, dans la réserve forestière de  Bakundu-Sud, au lac Ejagham, à Campo, à Bipindi.
Le premier spécimen, décrit par Hermann Harms en 1913, avait été observé en fleurs en avril 1912 par Georg August Zenker sur les rives de la Lokoundjé à Bipindi.
Avec une population décroissante, l'espèce est aujourd'hui classée sur la liste rouge de l'UICN comme plante vulnérable.

## Utilité
Les populations locales se servent de son bois pour la construction de leurs habitations.